# Estación Arano
Arano es una estación ferroviaria del Ferrocarril Domingo Faustino Sarmiento de la red ferroviaria argentina. Está ubicada en la localidad de Arano, partido de Adolfo Alsina, Provincia de Buenos Aires, Argentina.

## Servicios
No presta servicios de pasajeros. Sus vías están concesionadas a la empresa de cargas Ferroexpreso Pampeano